# Elophos scalettaria
Elophos scalettaria är en fjärilsart som beskrevs av Pierre Millière 1864. Elophos scalettaria ingår i släktet Elophos och familjen mätare. Inga underarter finns listade i Catalogue of Life.